# Le Bény-Bocage
Le Bény-Bocage település Franciaországban, Calvados megyében. Lakosainak száma 1059 fő (2018. január 1.). Le Bény-Bocage Beaulieu, Carville, La Graverie, Montchauvet, Le Reculey, Saint-Charles-de-Percy, Saint-Pierre-Tarentaine és Le Tourneur községekkel határos.

## Népesség
A település népességének változása:
| Lakosok száma | 668  | 640  | 774  | 846  | 941  | 981  | 1039 | 1032 | 1048 | 1059 |
|               | 1962 | 1968 | 1982 | 1990 | 2006 | 2008 | 2013 | 2015 | 2017 | 2018 |